# Musique de scène pour « la Tempête » (Sibelius)
Pour les articles homonymes, voir La Tempête.
Musique de scène, écrite par Jean Sibelius en 1925 pour illustrer la pièce homonyme de William Shakespeare. C'est l'une des dernières œuvres du musicien finlandais, écrite entre la septième symphonie et  Tapiola. Son exécution dure environ une heure.
Elle est initialement composée pour chœur et orchestre et comporte 36 numéros. La numérotation suit le découpage de la pièce de théâtre ; chaque scène correspond à plusieurs numéros de la musique. Sibelius en a extrait deux suites orchestrales en 1927, chacune comprenant neuf numéros pour orchestre symphonique.

## Discographie
Il existe un seul enregistrement complet publié, partie de l'intégrale Sibelius enregistrée par Osmo Vänskä et l'Orchestre symphonique de Lahti, pour le label BIS Records en 1992.